# یانووکی
یانووکی (به چکی: Janůvky) یک منطقهٔ مسکونی در جمهوری چک است که در ناحیه سویتاوی واقع شده‌است. یانووکی ۳٫۱۲ کیلومتر مربع مساحت و ۴۳ نفر جمعیت دارد و ۴۷۶ متر بالاتر از سطح دریا واقع شده‌است.